# Kot Abdul Malik
Kot Abdul Malik é uma cidade do Paquistão localizada na província de Punjab.